# NSAV 't Haasje
NSAV 't Haasje is de studenten atletiekvereniging uit Nijmegen. Leden werken hun trainingen op de atletiekbaan in Brakkenstein of in en rond het Radboud sportcentrum af. 't Haasje is verbonden aan de Atletiekunie, NSAF ZeuS, SSN, de NSSR, het Radboud Sportcentrum, de Radboud Universiteit en de HAN. 

## Geschiedenis
NSAV 't Haasje stamt uit het midden van de jaren zeventig van de 20e eeuw. Al enkele jaren was er een bescheiden, doch zeer fanatiek groepje hardlopers actief. Halverwege het jaar 1979 werd besloten om de club aan te melden bij de KNAU. Vanaf 19 november 1979 bestond NSAV 't Haasje officieel als een vereniging en kreeg het net als andere verenigingen een nummer. Tegenwoordig is dit nummer 18435.
In 2013 is NSAV 't Haasje overgegaan op een nieuw logo en een nieuw clubtenue. Het logo is van een blauw hardlopende mannetje met hazenoren veranderd naar een sprintende haas. In plaats van het tenue met gele shirts en blauwe tights is er nu een tenue met de vier kleuren zwart/rood/wit/grijs. De hoofdkleuren zijn zwart en rood, dezelfde kleuren als de vlag van Nijmegen. Op het shirt prijkt een grote letter H, de eerste letter van 'Haasje'.

## Competitie
In 1980, op 11 mei, debuteerde 't Haasje tijdens de eerste ronde van de competitie. De vrouwen komen uit in de tweede divisie van de landelijke competitie. De heren zijn in 2016 gedegradeerd van de tweede naar de derde divisie. Wegens het vrijkomen van een plek in de 2e divisie komt het mannenteam ook in 2017 in de 2e divisie uit.
| Competitie vrouwen | Competitie vrouwen | Competitie vrouwen | Competitie mannen | Competitie mannen | Competitie mannen |
| Jaar               | Divisie            | Rang               | Jaar              | Divisie           | Rang              |
| ------------------ | ------------------ | ------------------ | ----------------- | ----------------- | ----------------- |
| 2014               | 2                  | 27                 | 2014              | 2                 | 31                |
| 2015               | 2                  | 23                 | 2015              | 2                 | 22                |
| 2016               | 2                  | 23                 | 2016              | 2                 | 34                |
| 2017               | 2                  | 18*                | 2017              | 2                 | 27*               |

*Tussenstand na de eerste competitiewedstrijd.

## Wedstrijden
- De Zevenheuvelenloop: deze werd in 1984 opgezet door NSAV 't Haasje ter ere van het eerste lustrum. Daarna groeide de wedstrijd zo snel dat de organisatie uit handen werd gegeven.
- Trappenloop: elk jaar wordt de Trappenloop in het hoogste gebouw van Nijmegen, het Erasmusgebouw, gehouden. Deelname is open voor zowel studenten als niet-studenten. De hoofdwedstrijd bestaat uit het beklimmen van alle 20 etages. Daarnaast is er een wedstrijd van 10 verdiepingen en een estafette.
- Run2Day Cross-Relay: voorheen de Cross-estafette genoemd, is een estafetteloop door het bos met start en finish op de atletiekbaan. Tijdens deze wedstrijd worden met een team van 4 of 5 personen in estafettevorm 15 rondes van 1 km gelopen. Voorwaarde is dat het team uit minimaal 2 dames bestaat die samen minimaal 5 rondes moeten lopen. Verder wordt de verdeling van de rondes door het team bepaald.
- Leemkuilcross: samen met CIFLA wordt elk jaar een cross georganiseerd in de Leemkuil in Berg en Dal.
- Campusrun: NSAV 't Haasje organiseert samen met de NSSR en asap de Campusrun om de eilandjescultuur op de campus tegen te gaan en de verschillende faculteiten met elkaar te verbinden.
- Nederlandse Studenten Kampioenschappen (NSK's): naast bovenstaande wedstrijden organiseert 't Haasje elk jaar een of meerdere NSK's. Ieder jaar wordt de organisatie van een NSK toegewezen aan een studentenatletiekvereniging (SAV) door NSAF ZeuS.

## Bekende (oud-)atleten
- Heleen Plaatzer, langeafstandsloopster.